# 통가 요리

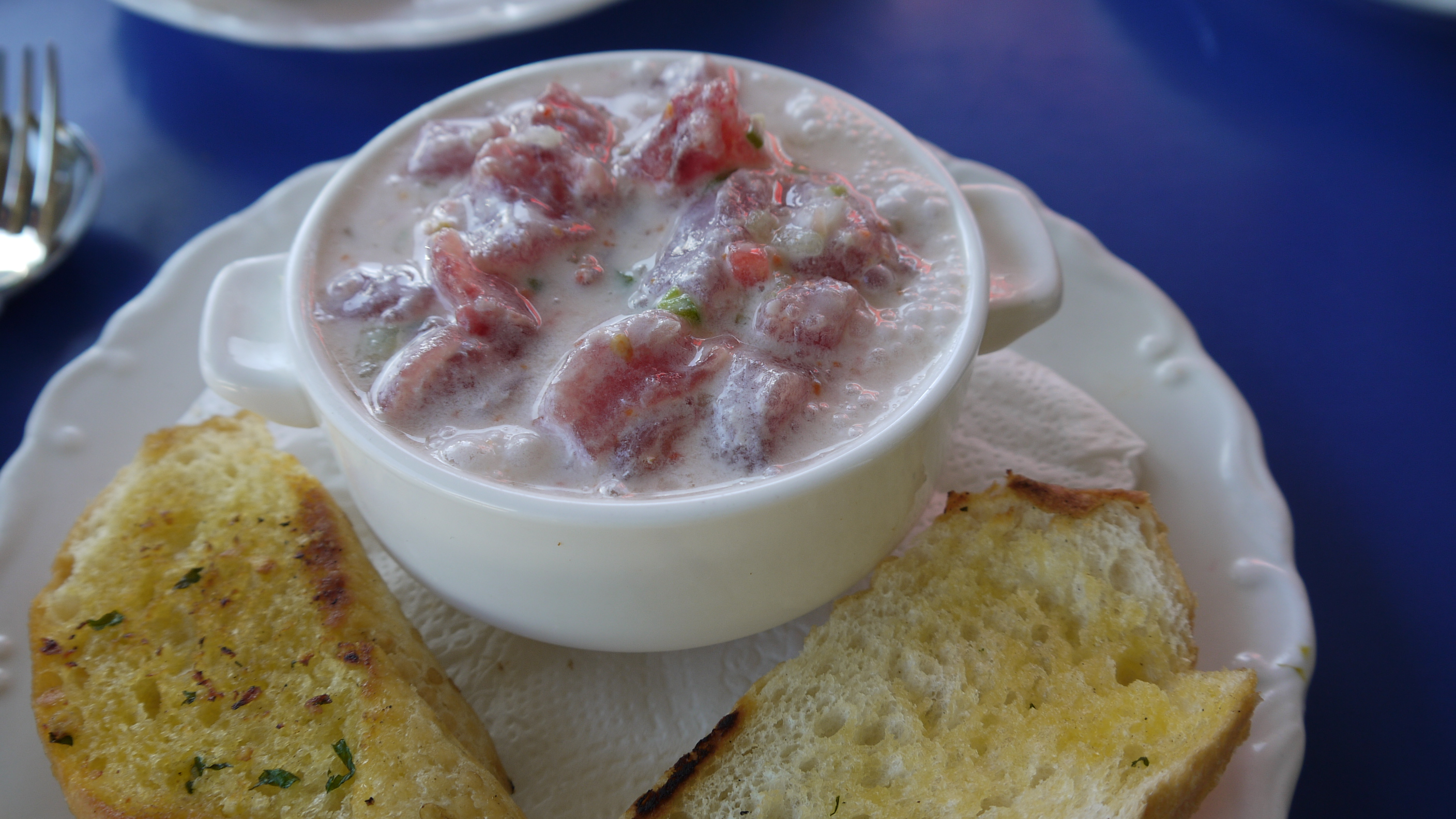
오타 이카

통가 요리(Tonga 料理, 통가어: meʻakai faka-Tonga 메아카이 파카통아, 영어: Tongan cuisine 통언 퀴진[*])는 폴리네시아 지역에 있는 통가의 요리이다.

## 같이 보기
- 폴리네시아 요리